# Comté d'Union (Iowa)
Pour les articles homonymes, voir Comté d'Union.
Le comté d'Union (en anglais : Union County) est un comté de l'État de l'Iowa, aux États-Unis. Son siège est Creston. Au recensement de 2010, il compte 12 534 habitants.